# Druckmarkt
Der Druckmarkt ist eine Fachzeitschrift für die Druckindustrie und der grafischen Branche. Die Publikation erscheint 6× jährlich und wird von der Werbeagentur Arcus Design & Verlag herausgegeben.

## Druckmarkt Schweiz
Seit 2001 gibt es mit dem gleichen Titel auch eine Ausgabe für die Schweiz, verlegt vom Druckmarkt-Verlag Zürich. Der Chefredakteur ist auch  Klaus-Peter Nicolay. Die Zeitschrift Druckmarkt Schweiz hat eine Auflage von 2500 Exemplaren.